# Peter J. Otey

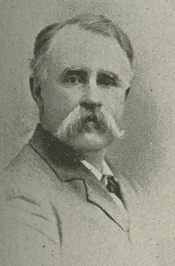
Peter J. Otey

Peter Johnston Otey (* 22. Dezember 1840 in Lynchburg, Virginia; † 4. Mai 1902 ebenda) war ein US-amerikanischer Politiker. Zwischen 1895 und 1902 vertrat er den Bundesstaat Virginia im US-Repräsentantenhaus.

## Werdegang
Peter Otey besuchte private Schulen in seiner Heimat und absolvierte im Jahr 1859 das Virginia Military Institute in Lexington. Danach arbeitete er in der Baubranche. Während des Bürgerkrieges diente er im Heer der Konföderation. Nach dem Krieg wurde er im Eisenbahngeschäft tätig. Er war an der Gründung und dem Aufbau der Lynchburg & Durham Railroad beteiligt und wurde deren Präsident. Außerdem engagierte sich Otey im Bankgewerbe. Darüber hinaus war er Manager der Firma Rivermont Land Co. Gleichzeitig schlug er als Mitglied der Demokratischen Partei eine politische Laufbahn ein.
Bei den Kongresswahlen des Jahres 1894 wurde Otey im sechsten Wahlbezirk von Virginia in das US-Repräsentantenhaus in Washington, D.C. gewählt, wo er am 4. März 1895 die Nachfolge von Paul C. Edmunds antrat. Nach drei Wiederwahlen konnte er bis zu seinem Tod am 4. Mai 1902 im Kongress verbleiben. In diese Zeit fiel der Spanisch-Amerikanische Krieg von 1898. Im Juli 1896 nahm Peter Otey als Delegierter an der Democratic National Convention in Chicago teil.